# Рентабельность собственного капитала
Рентабельность собственного капитала (англ. ROE) — финансовый коэффициент, отражающий эффективность управления компанией капиталом, вложенным акционерами. Поскольку собственный капитал компании есть активы компании за вычетом обязательств, ROE также считается показателем рентабельности чистых активов компании (англ. return on net assets). ROE дает оценку тому, сколько рублей прибыли генерируется на каждый рубль акционерного капитала. 

## Расчет
ROE рассчитывается делением чистой прибыли компании на ее собственный капитал:
ROE = Чистая прибыль/Собственный капитал
Здесь, чистая прибыль включает совокупную чистую прибыль компании за рассматриваемый период до выплаты дивидендов по обыкновенным акциям (однако после выплаты дивидендов по привилегированным акциям), отраженная в отчете о прибылях и убытках компании. Свободный денежный поток  (англ. free cash flow (FCF)) — другой показатель прибыльности, который может быть использован вместо чистой прибыли при расчете ROE. 
Собственный (акционерный) капитал включает в себя активы компании за вычетом обязательств, отраженных на бухгалтерском балансе компании. При этом, собственный капитал компании представляет собой балансовую стоимость (в отличие от рыночной стоимости) акционерного капитала, которая остается в распоряжении акционеров после погашения компанией своих обязательств с помощью активов, находящихся на ее балансе. При расчете ROE может быть использована балансовая стоимость собственного капитала на конец периода либо ее среднее значение за период. Среднее значение собственного капитала является предпочтительной ввиду расхождений в учете стоимостей между бухгалтерским балансом и отчетом о прибылях и убытках (бухгалтерский баланс отражает суммы на конец периода, тогда как отчет о прибылях и убытках  — кумулятивные стоимости за период). Средняя стоимость собственного капитала может быть рассчитана как на основе данных на начало и конец периода, так и на основе месячных данных (поскольку месяц есть минимальный срок для бухгалтерского баланса). 

## Применение
Показатель ROE является важнейшим показателем, используемым инвесторами и кредиторами при принятии ими инвестиционных решений. Как следствие, ROE нашел ряд применений в инвестиционном анализе.

### Применение ROE в сопоставлении рентабельности компаний
ROE главным образом используется для сравнения рентабельности компаний внутри одной отрасли, поскольку различные отрасли имеют различные условия деятельности. Значения ROE будут варьироваться в зависимости от отрасли или сектора, в котором ведет свою деятельность компания. Так, коммунальные предприятия имеют как правило много активов и обязательств на балансе по сравнению с относительно невысокой чистой прибылью. Как следствие, значения ROE в коммунальном секторе может составлять менее 10%. Наоборот, технологические компании или компании розничной торговли имеют намного меньше активов на балансе по отношению к чистой прибыли и, как следствие, значения ROE более 18%. 

### Применение ROE в оценке динамики акций
ROE можно также использовать для расчета (оценки) темпа устойчивого роста и темпа роста дивидендов в моделе устойчивого роста, при допущении, что его значение примерно соответствует среднему показателю по отрасли (аналогичных компаний) или слегка превышает его. Несмотря на определенные сложности, ROE может служить хорошей отправной точкой для разработки будущих оценок темпов роста акций и темпов роста их дивидендов. Эти два расчета являются функциями друг друга и могут быть использованы для облегчения сравнения между аналогичными компаниями.
Чтобы оценить будущие темпы роста компании, необходимо умножить ROE на долю нераспределяемой прибыли (англ. retention rate). Доля нераспределяемой прибыли — это та часть чистой прибыли, которую компания удерживает или реинвестирует для финансирования будущего роста.
Предположим, что есть две компании с одинаковыми значениями ROE и чистой прибылью, но разными долями нераспределенной прибыли. Это означает, что каждая из них будет иметь разные темпы устойчивого роста (англ. sustainable growth rate или SGR). SGR — это скорость, с которой компания может расти без необходимости занимать деньги для финансирования этого роста. Формула для расчета SGR: ROE, умноженная на долю нераспределенной прибыли (или ROE, умноженная на единицу минус коэффициент выплаты прибыли компании в форме дивидендов, англ. payout rate).
Акции, которые растут медленнее, чем темп их устойчивого роста, могут быть недооценены, или рынок может учитывать ключевые риски. В любом случае, темпы роста, намного превышающие темп устойчивого роста или находящиеся ниже его уровня, требуют дополнительного изучения.
- Модель устойчивого роста показывает, что, когда фирмы выплачивают дивиденды, рост прибыли снижается. Если коэффициент выплаты прибыли компании в форме дивидендов (англ. payout rate) составляет 20%, ожидаемый рост составит всего лишь 80% значения ROE.
- Темпы роста будут ниже, если прибыль будет использоваться для выкупа акций. Если акции покупаются по цене, кратной балансовой стоимости (коэффициент x, умноженный на балансовую стоимость), прирост доходов будет уменьшаться на тот же коэффициент (ROE/x).
- ROE рассчитывается с точки зрения компании, для компании в целом. Ввиду наличия множества финансовых манипуляций при выпуске новых акций и обратном выкупе, у инвестора может быть другая оценка стоимость на акцию (прибыль на акцию/балансовая стоимость на акцию).

## Модель Дюпон
Модель Дюпон, также известная как модель стратегической прибыли, представляет собой распространенный способ разложения ROE на три важных компонента. По сути, ROE будет равняться марже чистой прибыли, умноженной на оборачиваемость активов, умноженной на бухгалтерский леверидж (который представляет собой общую сумму активов, деленную на общую сумму активов за вычетом совокупных обязательств). Разбивка рентабельности собственного капитала на три части упрощает понимание изменений ROE с течением времени. Например, если маржа чистой прибыли увеличивается, каждая продажа приносит больше денег, что приводит к более высокому общему показателю ROE. Точно так же, если оборачиваемость активов увеличивается, фирма производит больше продаж на каждую единицу наличных активов, что опять же приводит к более высокому общему показателю ROE. Наконец, увеличение бухгалтерского левериджа означает, что фирма использует больше долгового финансирования по сравнению с акционерным капиталом. Процентные платежи кредиторам являются доходом, который не облагается налогом, в то время как дивиденды акционерам — облагаемым доходом. Таким образом, более высокая доля долговых обязательств в структуре капитала фирмы приводит к более высокой рентабельности собственного капитала. Выгоды от финансового рычага уменьшаются по мере увеличения риска невыплаты процентов. Если фирма приобретает чрезмерно много заемных средств, то растет стоимость заемного капитала, поскольку кредиторы требуют более высокой премии за риск, а ROE снижается. Увеличение долговых обязательств окажет положительный эффект на ROE фирмы только в том случае, если соответствующая рентабельность активов (ROA) этого долга превышает процентную ставку по долгу.
ROE = Чистая прибыль/Продажи{\displaystyle \times }Продажи/Совокупные активы{\displaystyle \times }Совокупные активы/Собственный капитал